# Pop That Booty
Pop That Booty è il terzo singolo del cantante R&B Marques Houston, estratto dall'album di debutto MH. Vi ha partecipato il rapper e produttore discografico Jermaine Dupri.

## Informazioni
Negli USA la canzone è stata distribuita come terzo singolo estratto dall'album, mentre nel Regno Unito come secondo singolo. Ha raggiunto nella chart statunitense Billboard Hot 100 la posizione n.76, mentre nel Regno Unito la n.23.
Il videoclip include un cameo dell'ex membro della Boy band B2K Lil' Fizz.

## Tracce
UK - CD
1. Pop That Booty (feat. Jermaine Dupri) (radio edit)
2. Pop That Booty (instrumental)

UK - Vinile
1. Pop That Booty (feat. Jermaine Dupri) (radio edit)
2. Pop That Booty (feat. Jermaine Dupri) (a capella)
3. Pop That Booty (instrumental)